# Kanton Selommes
Selommes is een voormalig kanton van het Franse departement Loir-et-Cher. Het kanton maakte deel uit van het arrondissement Vendôme. Het werd opgeheven bij decreet van 21 februari 2014 met uitwerking op 22 maart 2015.

## Gemeenten
Het kanton Selommes omvatte de volgende gemeenten:
- Baigneaux
- La Chapelle-Enchérie
- Coulommiers-la-Tour
- Épiais
- Faye
- Périgny
- Pray
- Renay
- Rhodon
- Rocé
- Sainte-Gemmes
- Selommes (hoofdplaats)
- Tourailles
- Villemardy
- Villeromain
- Villetrun